# Dryobius sexnotatus
Dryobius sexnotatus är en skalbaggsart som beskrevs av Linsley 1957. Dryobius sexnotatus ingår i släktet Dryobius och familjen långhorningar. Inga underarter finns listade i Catalogue of Life.